# Limnetron
Limnetron is een geslacht van libellen (Odonata) uit de familie van de glazenmakers (Aeshnidae).

## Soorten
Limnetron omvat 2 soorten:
- Limnetron antarcticum Förster, 1907
- Limnetron debile (Karsch, 1891)